# La Coronada
La Coronada (extremadurai nyelven La Coroná) település Spanyolországban, Badajoz tartományban. La Coronada Campanario, Magacela, Villanueva de la Serena, Don Benito és Orellana la Vieja községekkel határos. Lakosainak száma 2148 fő (2024).

## Népesség
A település népessége az utóbbi években az alábbiak szerint változott:
| Lakosok száma | 2423 | 2340 | 2300 | 2239 | 2234 | 2197 | 2200 | 2162 | 2175 | 2148 |
|               | 2001 | 2004 | 2006 | 2009 | 2011 | 2014 | 2016 | 2019 | 2021 | 2024 |